# Donovan Léon
Donovan Léon (* 3. listopadu 1992) je profesionální fotbalista z Francouzské Guyany, který hraje na pozici brankáře za francouzský klub AJ Auxerre a národní tým Francouzské Guyany.

## Kariéra
Svůj profesionální debut si odbyl 6. srpna 2011 v dresu Auxerre při ligové porážce 1:3 s Montpellier.
V červnu 2020 se Léon po pěti letech v Brestu vrátil do Auxerre a podepsal tříletou smlouvu. Připojil se zadarmo poté, co mu s Brestem vypršela smlouva.

## Statistiky

### Klubové
Platí k zápasu hranému 29. června 2024.
| Klub              | Sezóna            | Liga                   | Liga   | Liga | Národní pohár | Národní pohár | Ligový pohár | Ligový pohár | Ostatní | Ostatní | Celkově | Celkově |
| Klub              | Sezóna            | Soutěž                 | Zápasy | Góly | Zápasy        | Góly          | Zápasy       | Góly         | Zápasy  | Góly    | Zápasy  | Góly    |
| ----------------- | ----------------- | ---------------------- | ------ | ---- | ------------- | ------------- | ------------ | ------------ | ------- | ------- | ------- | ------- |
| Auxerre B         | 2010/11           | Championnat National 2 | 4      | 0    | —             | —             | —            | —            | —       | —       | 4       | 0       |
| Auxerre B         | 2011/12           | Championnat National 2 | 5      | 0    | —             | —             | —            | —            | —       | —       | 5       | 0       |
| Auxerre B         | 2012/13           | Championnat National 2 | 9      | 0    | —             | —             | —            | —            | —       | —       | 9       | 0       |
| Auxerre B         | 2013/14           | Championnat National 3 | 5      | 0    | —             | —             | —            | —            | —       | —       | 5       | 0       |
| Auxerre B         | 2014/15           | Championnat National 3 | 3      | 0    | —             | —             | —            | —            | —       | —       | 3       | 0       |
| Auxerre B         | Celkově           | Celkově                | 26     | 0    | —             | —             | —            | —            | —       | —       | 26      | 0       |
| Auxerre           | 2011/12           | Ligue 1                | 2      | 0    | 2             | 0             | 0            | 0            | —       | —       | 4       | 0       |
| Auxerre           | 2012/13           | Ligue 2                | 14     | 0    | 0             | 0             | 2            | 0            | —       | —       | 16      | 0       |
| Auxerre           | 2013/14           | Ligue 2                | 19     | 0    | 4             | 0             | 4            | 0            | —       | —       | 27      | 0       |
| Auxerre           | 2014/15           | Ligue 2                | 18     | 0    | 5             | 0             | 0            | 0            | —       | —       | 23      | 0       |
| Auxerre           | Celkově           | Celkově                | 53     | 0    | 11            | 0             | 6            | 0            | —       | —       | 70      | 0       |
| Brest B           | 2015/16           | Championnat National 3 | 16     | 0    | —             | —             | —            | —            | —       | —       | 16      | 0       |
| Brest B           | 2016/17           | Championnat National 3 | 3      | 0    | —             | —             | —            | —            | —       | —       | 3       | 0       |
| Brest B           | 2017/18           | Championnat National 3 | 11     | 0    | —             | —             | —            | —            | —       | —       | 11      | 0       |
| Brest B           | 2018/19           | Championnat National 3 | 1      | 0    | —             | —             | —            | —            | —       | —       | 1       | 0       |
| Brest B           | Celkově           | Celkově                | 31     | 0    | —             | —             | —            | —            | —       | —       | 31      | 0       |
| Brest             | 2015/16           | Ligue 2                | 2      | 0    | 1             | 0             | 0            | 0            | —       | —       | 3       | 0       |
| Brest             | 2016/17           | Ligue 2                | 2      | 0    | 2             | 0             | 2            | 0            | —       | —       | 6       | 0       |
| Brest             | 2017/18           | Ligue 2                | 0      | 0    | 1             | 0             | 0            | 0            | —       | —       | 1       | 0       |
| Brest             | 2018/19           | Ligue 2                | 1      | 0    | 3             | 0             | 2            | 0            | —       | —       | 6       | 0       |
| Brest             | 2019/20           | Ligue 1                | 2      | 0    | 0             | 0             | 3            | 0            | —       | —       | 5       | 0       |
| Brest             | Celkově           | Celkově                | 7      | 0    | 7             | 0             | 7            | 0            | —       | —       | 21      | 0       |
| Auxerre           | 2020/21           | Ligue 2                | 36     | 0    | 0             | 0             | —            | —            | —       | —       | 36      | 0       |
| Auxerre           | 2021/22           | Ligue 2                | 38     | 0    | 0             | 0             | —            | —            | 3       | 0       | 41      | 0       |
| Auxerre           | 2022/23           | Ligue 1                | 2      | 0    | 3             | 0             | —            | —            | —       | —       | 5       | 0       |
| Auxerre           | 2023/24           | Ligue 2                | 37     | 0    | 0             | 0             | 0            | 0            | 0       | 0       | 37      | 0       |
| Auxerre           | Celkově           | Celkově                | 113    | 0    | 3             | 0             | —            | —            | 3       | 0       | 119     | 0       |
| Celkově v kariéře | Celkově v kariéře | Celkově v kariéře      | 230    | 0    | 21            | 0             | 13           | 0            | 3       | 0       | 267     | 0       |

## Úspěchy
Auxerre
- Ligue 2: 2023/24

Francouzská Guyana
- Bronz na Karibském poháru: 2017